# Taeko Kawasumi
Pour les articles homonymes, voir Kawasumi.
Taeko Kawasumi (河角 多恵子, Kawasumi Taeko), née le 30 octobre 1972, est une joueuse internationale de football japonaise.

## Biographie
Le 3 juin 1988, elle fait ses débuts avec l'équipe nationale japonaise lors de la Tournoi international féminin de football 1988, contre la Tchécoslovaquie. Elle compte 2 sélections en équipe nationale du Japon de 1988.

## Statistiques
Le tableau ci-dessous présente les statistiques de Taeko Kawasumi en équipe nationale
| Équipe du Japon | Équipe du Japon | Équipe du Japon |
| Année           | Matchs          | Buts            |
| --------------- | --------------- | --------------- |
| 1988            | 2               | 0               |
| Total           | 2               | 0               |